# Karel Lucemburský (1927–1977)
Princ Karel Lucemburský, princ bourbonsko-parmský a nasavský (Charles Frédéric Louis Guillaume Marie; 7. srpna 1927 zámek Berg – 26. července 1977 Pistoia) byl mladší syn velkovévodkyně Šarloty a prince Felixe Bourbonsko-Parmského.

## Vzdělání
Vyrůstal u dvoru své matky v Lucemburku až do německé invaze 10. května 1940 během druhé světové války. Lucemburská velkovévodská rodina opustila zemi, aby našla útočiště v Portugalsku, poté, co získala tranzitní víza od portugalského konzula Aristides Sousa Mendese, v červnu 1940. Do Vilar Formoso dorazili 23. června 1940. Po cestě přes Coimbru a Lisabon rodina nejprve pobývala v Cascais, v Casa de Santa Maria, kterou vlastnil Manuel Espírito Santo, který byl poté honorárním konzulem pro Lucembursko v Portugalsku. V červenci se přestěhovali do Monte Estoril a zůstali v Chalet Posser de Andrade. Dne 10. července 1940 princ Karel spolu se svým otcem princem Felixem, svými sourozenci, dědicem trůnu princem Janem, princeznou Alžbětou, princeznou Marií Adélou, princeznou Marií Gabriellou a princeznou Alix, chůvou Justine Reinardovou a šoférem Eugènem Niclouem, spolu s jeho manželkou Joséphine nastoupil na S.S. Trenton směřující do New Yorku.
Rodina nakonec opustila Spojené státy americké a přestěhovala se do Kanady, kde princ Karel dokončil střední vzdělávání na Collège Jean-de-Brébeuf v Montréalu a na Collège Saint-Charles-Garnier v Québecu. Po druhé světové válce studoval v Lovani, poté na Královské vojenské akademii v Aldershotu.

## Kariéra
Po absolvování univerzity se vrátil do Lucemburska, kde pracoval na řešení národohospodářských a sociálních otázek.
Po svém otci zdědil Villa Pianore, panství držené rodinou Bourbonsko-Parmských v Itálii (velká nemovitost nacházející se mezi Pietrasanta a Viareggio).

## Svatba a rodina
Oženil se v St. Edward's, v Sutton Parku v Guildfordu v Surrey, dne 1. března 1967 s Joan Douglas Dillon, dcerou ministra financí USA C. Douglas Dillona a jeho manželky Phyllis Chess Ellsworth.

### Děti a potomci
Princ Karel a jeho manželka Joan Dillonová měli dvě děti, které jsou také lucemburským, bourbonsko-parmským a nasavským princem a princeznou:
- Princezna Charlotte Phyllis Marie Lucemburská (* 15. září 1967, New York), se civilně provdala v Mouchy dne 26. června 1993 a církevně v Saint-Rémy-de-Provence dne 18. září 1993 za Marca-Victora Cunninghama (* 24. září 1965, Harrogate), syna Victora Cunninghama a jeho manželky Karen Armitageové. Měli potomky:
  - Charles Douglas Donnall Marie Cunningham (* 8. srpna 1996, Rockport)
  - Louis Robert Dominic Marie Cunningham (* 10. března 1998, Londýn)
  - Donnall Philippe Cunningham (* 2002)
- Princ Robert Louis François Marie Lucemburský (* 14. srpna 1968, zámek Fischbach), správce francouzského vinařského panství Château Haut-Brion. Oženil se v Bostonu v okresu Suffolk v Massachusetts dne 29. ledna 1994 s Julie Elizabeth Houstonovou Ongarovou (* 9. června 1966, Louisville), dcerou urologa a harvardského profesora Dr. Theodora Ongara a jeho manželky Katherine Houstonové. Jejich děti, které se narodily z nedynasticky schváleného manželství, byly původně nasavská hrabata a hraběnky. Dne 27. listopadu 2004 vydal velkovévoda Jindřich Arrêté Grand-Ducal, kterým povýšil Julii a její potomky na nasavské prince a princezny s oslovením královská Výsost:
  - Princezna Charlotte Katherine Justine Marie Nasavská (* 20. března 1995, Boston), zasnoubená v únoru 2024 s Mansourem Shakarchim (* 1997, Ženeva), synem Marwana Shakarchiho a Tanji Frickové
  - Princ Alexandre Théodore Charles Marie Nasavský (* 18. dubna 1997, Aix-en-Provence)
  - Princ Frederik Henri Douglas Marie Nasavský (* 18. března 2002, Aix-en-Provence)

## Smrt
Karel zemřel na infarkt v roce 1977 ve Villa Reale d'Imbarcati.

## Vývod z předků
|                   |                                           |  |                   |                                                   |  |  |  |  |  |  |  | Karel II. Parmský |
|                   |                                           |  |                   |                                                   |  |  |  |  |  |  |  |                   |
|                   | Karel III. Parmský                        |  |                   |                                                   |  |  |  |  |  |  |  |                   |
|                   |                                           |  |                   |                                                   |  |  |  |  |  |  |  |                   |
|                   |                                           |  |                   | Marie Tereza Savojská                             |  |  |  |  |  |  |  |                   |
|                   |                                           |  |                   |                                                   |  |  |  |  |  |  |  |                   |
|                   | Robert I. Parmský                         |  |                   |                                                   |  |  |  |  |  |  |  |                   |
|                   |                                           |  |                   |                                                   |  |  |  |  |  |  |  |                   |
|                   |                                           |  |                   | Karel Ferdinand Bourbonský                        |  |  |  |  |  |  |  |                   |
|                   |                                           |  |                   |                                                   |  |  |  |  |  |  |  |                   |
|                   | Luisa Marie Terezie z Artois              |  |                   |                                                   |  |  |  |  |  |  |  |                   |
|                   |                                           |  |                   |                                                   |  |  |  |  |  |  |  |                   |
|                   |                                           |  |                   | Marie Karolína Neapolsko-Sicilská                 |  |  |  |  |  |  |  |                   |
|                   |                                           |  |                   |                                                   |  |  |  |  |  |  |  |                   |
|                   | Felix Bourbonsko-Parmský                  |  |                   |                                                   |  |  |  |  |  |  |  |                   |
|                   |                                           |  |                   |                                                   |  |  |  |  |  |  |  |                   |
|                   |                                           |  |                   | Jan VI. Portugalský                               |  |  |  |  |  |  |  |                   |
|                   |                                           |  |                   |                                                   |  |  |  |  |  |  |  |                   |
|                   | Michal I. Portugalský                     |  |                   |                                                   |  |  |  |  |  |  |  |                   |
|                   |                                           |  |                   |                                                   |  |  |  |  |  |  |  |                   |
|                   |                                           |  |                   | Šarlota Joaquina Španělská                        |  |  |  |  |  |  |  |                   |
|                   |                                           |  |                   |                                                   |  |  |  |  |  |  |  |                   |
|                   | Marie Antonie z Braganzy                  |  |                   |                                                   |  |  |  |  |  |  |  |                   |
|                   |                                           |  |                   |                                                   |  |  |  |  |  |  |  |                   |
|                   |                                           |  |                   | Konstantin Josef z Löwenstein-Wertheim-Rosenbergu |  |  |  |  |  |  |  |                   |
|                   |                                           |  |                   |                                                   |  |  |  |  |  |  |  |                   |
|                   | Adelaida z Löwenstein-Wertheim-Rosenbergu |  |                   |                                                   |  |  |  |  |  |  |  |                   |
|                   |                                           |  |                   |                                                   |  |  |  |  |  |  |  |                   |
|                   |                                           |  |                   | Marie Anežka Henrieta Hohenlohe-Langenburská      |  |  |  |  |  |  |  |                   |
|                   |                                           |  |                   |                                                   |  |  |  |  |  |  |  |                   |
| Karel Lucemburský |                                           |  |                   |                                                   |  |  |  |  |  |  |  |                   |
|                   |                                           |  |                   |                                                   |  |  |  |  |  |  |  |                   |
|                   |                                           |  | VIlém I. Nasavský |                                                   |  |  |  |  |  |  |  |                   |
|                   |                                           |  |                   |                                                   |  |  |  |  |  |  |  |                   |
|                   | Adolf Lucemburský                         |  |                   |                                                   |  |  |  |  |  |  |  |                   |
|                   |                                           |  |                   |                                                   |  |  |  |  |  |  |  |                   |
|                   |                                           |  |                   | Luisa Sasko-Hildburghausenská                     |  |  |  |  |  |  |  |                   |
|                   |                                           |  |                   |                                                   |  |  |  |  |  |  |  |                   |
|                   | Vilém IV. Lucemburský                     |  |                   |                                                   |  |  |  |  |  |  |  |                   |
|                   |                                           |  |                   |                                                   |  |  |  |  |  |  |  |                   |
|                   |                                           |  |                   | Fridrich August Anhaltsko-Desavský                |  |  |  |  |  |  |  |                   |
|                   |                                           |  |                   |                                                   |  |  |  |  |  |  |  |                   |
|                   | Adelaida Marie Anhaltsko-Desavská         |  |                   |                                                   |  |  |  |  |  |  |  |                   |
|                   |                                           |  |                   |                                                   |  |  |  |  |  |  |  |                   |
|                   |                                           |  |                   | Marie Hesensko-Kasselská                          |  |  |  |  |  |  |  |                   |
|                   |                                           |  |                   |                                                   |  |  |  |  |  |  |  |                   |
|                   | Šarlota Lucemburská                       |  |                   |                                                   |  |  |  |  |  |  |  |                   |
|                   |                                           |  |                   |                                                   |  |  |  |  |  |  |  |                   |
|                   |                                           |  |                   | Jan VI. Portugalský                               |  |  |  |  |  |  |  |                   |
|                   |                                           |  |                   |                                                   |  |  |  |  |  |  |  |                   |
|                   | Michal I. Portugalský                     |  |                   |                                                   |  |  |  |  |  |  |  |                   |
|                   |                                           |  |                   |                                                   |  |  |  |  |  |  |  |                   |
|                   |                                           |  |                   | Šarlota Joaquina Španělská                        |  |  |  |  |  |  |  |                   |
|                   |                                           |  |                   |                                                   |  |  |  |  |  |  |  |                   |
|                   | Marie Anna Portugalská                    |  |                   |                                                   |  |  |  |  |  |  |  |                   |
|                   |                                           |  |                   |                                                   |  |  |  |  |  |  |  |                   |
|                   |                                           |  |                   | Konstantin Josef z Löwenstein-Wertheim-Rosenbergu |  |  |  |  |  |  |  |                   |
|                   |                                           |  |                   |                                                   |  |  |  |  |  |  |  |                   |
|                   | Adelaida z Löwenstein-Wertheim-Rosenbergu |  |                   |                                                   |  |  |  |  |  |  |  |                   |
|                   |                                           |  |                   |                                                   |  |  |  |  |  |  |  |                   |
|                   |                                           |  |                   | Marie Anežka Henrieta Hohenlohe-Langenburská      |  |  |  |  |  |  |  |                   |
|                   |                                           |  |                   |                                                   |  |  |  |  |  |  |  |                   |